# 김우홍
김우홍(金祐泓, 1995년 1월 14일~)은 대한민국 경상북도 영주시 출신의 축구 선수로, 포지션은 왼쪽 윙어 그리고 공격형 미드필더이다.

## 유스팀 경력

### 창녕fc-u15유스
중학교 1학년인 2008년 4월에 스페인으로 축구 유학을 떠나 레온도의 대표로 뛰다가 2009년 6월 한국인 최초로 레알 마드리드 유소년 팀에 입단하게 되었다.유소년 리그 까다떼 B의 2009-10 시즌에서 30경기 중 부상으로 빠진 3경기를 제외하고 27경기를 주전으로 활약하였다.
또한 2009년 11월 동양인 최초로 마드리드 지방 대표에도 발탁되었으며같은 레알 마드리드 유스팀 동료이자 지네딘 지단의 아들인 엔조 지단 등과 함께 UEFA 챔피언스리그 2009-10 결승전에서 FIFA기를 들고 경기장에 입장하기도 했다.
그러나 이후 비자발급 절차상의 실수로 레알 마드리드 유스팀에서 떠나게 되었다.

### UD 알메리아 유스
2011년 1월, 스페인 1부 리그의 UD 알메리아에 입단하였다.

## 클럽 경력

### 데포르티보 라 코루냐 B
2014년 8월, 데포르티보 라 코루냐 B에 3년 계약으로 입단하여70m 드리블 골등 2골 4도움의 활약을 펼쳤으나 2015년 5월 방출되었다.

### FC 서울
무적 생활을 전전하다가, 2017년 12월 13일 K리그 클럽인 FC 서울과 접점이 생겼음이 보도되었다. 11월부터 서울의 훈련 캠프에 합류하였고, 곧 계약이 맺어질 것으로 예상되었다.
2018년 1월 7일 대한민국 K리그 클래식 FC 서울 입단이 확정되었다.
2022시즌을 마치고 팀을 떠났다.

### FC 남동
2020년 여름 이적시장을 앞두고 사회복무요원 입대를 앞두게 됨에 따라 K4리그의 FC 남동으로 임대되었다.

## 참고 자료
- 한국인 최초 레알 마드리드 유스, 김우홍 근황 편
- 김우홍 레알 마드리드 유스팀 다큐멘터리-1
- 김우홍 레알 마드리드 유스팀 다큐멘터리-2
- 김우홍 레알 마드리드 유스팀 다큐멘터리-3